# Distretto di Bayburt
Il distretto di Bayburt (in turco Bayburt ilçesi) è uno dei distretti della provincia di Bayburt, in Turchia.